# الخليع (فلم)
الخليع  (بالإنجليزية: The Libertine) هو فيلم دراما تم إنتاجه في أستراليا والمملكة المتحدة وصدر في سنة 2004. الفيلم من إخراج لورانس دونمور.

## بطولة
- جوني ديب
- سامانثا مورتن
- جون مالكوفيتش
- روزاموند بايك

## الميزانية والإيرادات
بلغت تكلفة إنتاج الفيلم حوالي 20 مليون دولار بينما حقق أرباحا تقدر بـ 10,852,064 دولار.

## وصلات خارجية
- مقالات تستعمل روابط فنية بلا صلة مع ويكي بيانات